# Somosierra. 1808
Somosierra. 1808 – polski fabularyzowany film dokumentalny z 1978 roku.
Tematem filmu jest bitwa pod Somosierrą, która miała miejsce podczas wojen napoleońskich. W czasie tej bitwy szwoleżerowie polscy pod wodzą Jana Leona Kozietulskiego sforsowali w ciągu 7 minut dwu i półkilometrowy wąwóz i przełęcz, torując wojskom Napoleona Bonaparte drogę do Madrytu.
W filmie wykorzystano fragmenty książek: Samosierra Wacława Gąsiorowskiego, Samosierra Andrzeja Niegolewskiego, Wspomnienia Józefa Załuskiego oraz Wspomnienia Wojciecha Kossaka.

## Obsada[1]
- Franciszek Pieczka – Andrzej Niegolewski
- Józef Fryźlewicz – Józef Bonawentura Załuski
- Edmund Fetting – Wojciech Kossak
- Grzegorz Warchoł – Napoleon Bonaparte
- Arkadiusz Bazak – marszałek Victor
- Józef Duriasz – marszałek Besseries
- Stanisław Jaśkiewicz – lokaj
- Mieczysław Kalenik – wachmistrz Stadnicki
- Marek Siudym – wachmistrz Florian Gotartowski
- Lech Sołuba – francuski generał
- Jerzy Turek – polski szwoleżer przypalający fajkę
- Wojciech Wysocki – dziennikarz rozmawiający z Kossakiem
- Jerzy Moes – generał francuski; nie występuje w czołówce
- Andrzej Prus – adiutant; nie występuje w napisach